# Волшебный халат
Волшебный халат (азерб. Sehirli xalat) — фильм Али-Саттара Атакишиева.

## История создания
Фильм был создан в 1964 году. Авторы сценария — Александр Тарасов, Али-Саттар Атакишиев, режиссёр — Али-Саттар Атакишиев, оператор — Теййуб Ахундов, композитор — Ариф Меликов,  дирижёр —  Ниязи.

## Синопсис
В фильме показывается как на праздник к пионерам приезжает известный фокусник Ио-Кио и дарит ребятам волшебный халат. Надев этот халат можно перенестись в прошлое или в будущее. Далее со школьниками Рашидом и Зарифой происходят невероятные приключения.

## В ролях
- Рашид Мирзоев — главная роль — Азер Курбанов
- Зарифа — главная роль — Солмаз Хатамова
- Петя — главная роль — Коля Логинов
- Эльдар — главная роль — Юсиф Шейхов
- Хан — Алиага Агаев
- Ио-Кио — Анатолий Фалькович
- Мехсун Агаев — Мовсун Санани
- Главный визирь — Ага Гусейн Джавадов
- Судья — Исмаил Османлы
- Визирь — Гусейнага Садыхов
- Звездочет — Мамед Садыков
- Сердар — Афрасияб Мамедов
- Старик — Алекпер Гусейн-заде
- Купец — Али Халилов
- Купец — Мамедсадых Нуриев
- Полководец — Бахадур Алиев
- Милиционер — Талят Рахманов
- Казначей — Моллага Бабирли
- Учитель "в будущем" — Лютфи Мамедбеков
- Сакина — Алмаз Ахмедова
- Мудрец — Назим Мустафаев
- Циркач — Ариф Мадатов

## Внешние ссылки
- Волшебный халат  на IMDB